# Škarićevo
Škarićevo,Krapina is een plaats in de gemeente Krapina in de Kroatische provincie Krapina-Zagorje. De plaats telt 801 inwoners (2001).